# Hildebert van Mainz
Hildebert (ook Hiltibert) (voor 923 - Mainz, 31 mei 937) was van 927 tot 937 aartsbisschop van Mainz en van 923 tot 927 abt van de abdij van Fulda.
De uit een onbekend Frankisch geslacht stammende Hildebert werd opgeleid in de abdij van Fulda. Hij was daar eerst monnik en later abt, voordat hij in 927 werd verheven tot aartsbisschop van Mainz. Hildebert leidde de kroning en zalving van koning Otto I. Hierbij was hij als aartsbisschop van Mainz in staat om zijn wil door te zetten tegen de concurrerende aartsbisschoppen van Trier en Keulen. Alleen bij de kroning werd hij geassisteerd door de aartsbisschop van Keulen, Wigfried. De aan hem gegeven voorkeur boven de andere aartsbisschoppen had hij te danken aan zijn grote reputatie. Hij zou het beleid van zowel Hendrik de Vogelaar als Otto I volledig ondersteund hebben.
In oudere diocesane kalenders van het bisdom Mainz werd zijn gedenkdag opgegeven als 31 mei.